# Municipio de Cuilápam de Guerrero
El Municipio de Cuilápam de Guerrero es uno de los 570 municipios en los que se encuentra dividido el estado mexicano de Oaxaca, localizado en el centro del mismo, su cabecera es la ciudad de Cuilápam de Guerrero que forma parte de la Zona Metropolitana de Oaxaca.

## Geografía
Cuilápam de Guerrero se localiza en los Valles Centrales de Oaxaca y en el Distrito Centro, su cabecera municipal está prácticamente conurbada con la capital del estado, Oaxaca de Juárez, y otras poblaciones de la zona; tiene una extensión territorial de 49.75 kilómetros cuadrados que equivalen al 0.01 % del territorio estatal; sus coordenadas geográficas extremas son 16° 57' - 17° 03' de latitud norte y 96° 45' - 96° 52' de longitud oeste, su altitud fluctúa entre los 2 100 y los 1 500 metros sobre el nivel del mar.
Limita al norte con el municipio de San Pedro Ixtlahuaca, al noreste con el municipio de Santa Cruz Xoxocotlán, al sureste con el municipio de San Raymundo Jalpan, al suroeste con el municipio de Villa de Zaachila, al oeste con el municipio de San Pablo Cuatro Venados y al noroeste con el municipio de San Andrés Ixtlahuaca.

## Demografía
De acuerdo con los resultados del Censo de Población y Vivienda de 2010 realizado por el Instituto Nacional de Estadística y Geografía la población total del municipio de Cuilápam de Guerrero es de 18 428 habitantes, de los que 8 824 son hombres y 9 604 son mujeres.

### Localidades
En el municipio de Cuilápam de Guerrero se localizan 18 localidades y su población en 2010 se enlista a continuación:
| Localidad            | Población (2010) |
| -------------------- | ---------------- |
| Cuilápam de Guerrero | 12 360           |
| Cruz Blanca          | 985              |
| Lomas de San Juan    | 901              |
| Ojo de Agua          | 472              |
| Total municipio      | 18 428           |

## Política
El gobierno de Cuilápam de Guerrero corresponde al ayuntamiento, éste es electo por el principio de partidos políticos vigente en 146 municipios de Oaxaca, a diferencia del sistema de usos y costumbres vigente en los restantes 424. Por tanto su elección es como en todos los municipios mexicanos: por elección directa, universal y secreta para un periodo de tres años no renovables para el periodo inmediato pero si de forma no consecutiva, el periodo constitucional comienza el día 1 de enero del año siguiente a su elección. El Ayuntamiento se integra por el presidente municipal, un Síndico y un cabildo formado por siete regidores.

### Subdivisión administrativa
Para el gobierno interior el municipio cuenta con tres agencias Municipales que son Carrizal, ElManzano, Cruz Blanca y Tiracoz, la elección de los agentes municipales es a través del régimen de Usos y Costumbres, sus principales funciones son la de resguardar el orden y el bien común en cada una de sus localidades.

### Representación legislativa
Para la elección de diputados locales al Congreso de Oaxaca y de diputados federales a la Cámara de Diputados federal, Cuilápam de Guerrero se encuentra integrado en los siguientes distritos electorales:
Local:
- I Distrito Electoral Local de Oaxaca con cabecera en Oaxaca de Juárez.[5]

Federal:
- Distrito electoral federal 3 de Oaxaca con cabecera en Heroica Ciudad de Huajuapan de León.[6]

### Presidentes municipales
- (1996 - 1998): Francisco Carrasco Ambrosio
- (1999 - 2001): Fausto Ruiz Poblete
- (2002 - 2004): César Zárate Ruiz
- (2005 - 2007): Gabriel Ruiz Martínez
- (2008 - 2010): Andrés Cruz Martínez
- (2011 - 2013): Andrés Quintas Sosa
- (2014 - 2016): Gerardina Valeriano Blas
- (2017 - 2018): Javier Moreno Colmenares
- (2019 - 2021): Diego Moisés de la Cruz
- (2022 - 2024): Javier Moreno Colmenares
- (2024 - 2026)  Mayra Silva Fernandez